# Chroodiscus parvisporus
Chroodiscus parvisporus är en lavart som beskrevs av Kalb & Lücking. Chroodiscus parvisporus ingår i släktet Chroodiscus och familjen Graphidaceae.   Inga underarter finns listade i Catalogue of Life.